# Chorthippus apricaroides
Chorthippus apricaroides är en insektsart som beskrevs av Zheng, Z. och G. Ren 2007. Chorthippus apricaroides ingår i släktet Chorthippus och familjen gräshoppor. Inga underarter finns listade i Catalogue of Life.